# Alfonso Calderón Moreno
Alfonso Calderón Moreno (? - 1 de mayo de 1973) fue un activista mexicano asesinado en el atentado de la Benemérita Universidad Autónoma de Puebla del 1 de mayo de 1973. Fue miembro del Partido Comunista Mexicano, así como estudiante de Contaduría en la UAP (Universidad Autónoma de Puebla) hoy BUAP, además de impartir clases de Historia en la Preparatoria Emiliano Zapata.
Fue asesinado, junto a otros tres estudiantes (José Norberto Juárez Lara, Víctor Manuel Medina Cuevas y Enrique González Roman) a la edad de 22 años durante un atentado en la Benemérita Universidad Autónoma de Puebla el 1 de mayo de 1973, durante la gubernatura de Gonzalo Bautista O' Farrill y la presidencia de Luis Echeverría. Hasta ahora se desconocen los resultados de las investigaciones dirigidas por el entonces Subprocurador General de la República, Manuel Rosales Miranda.

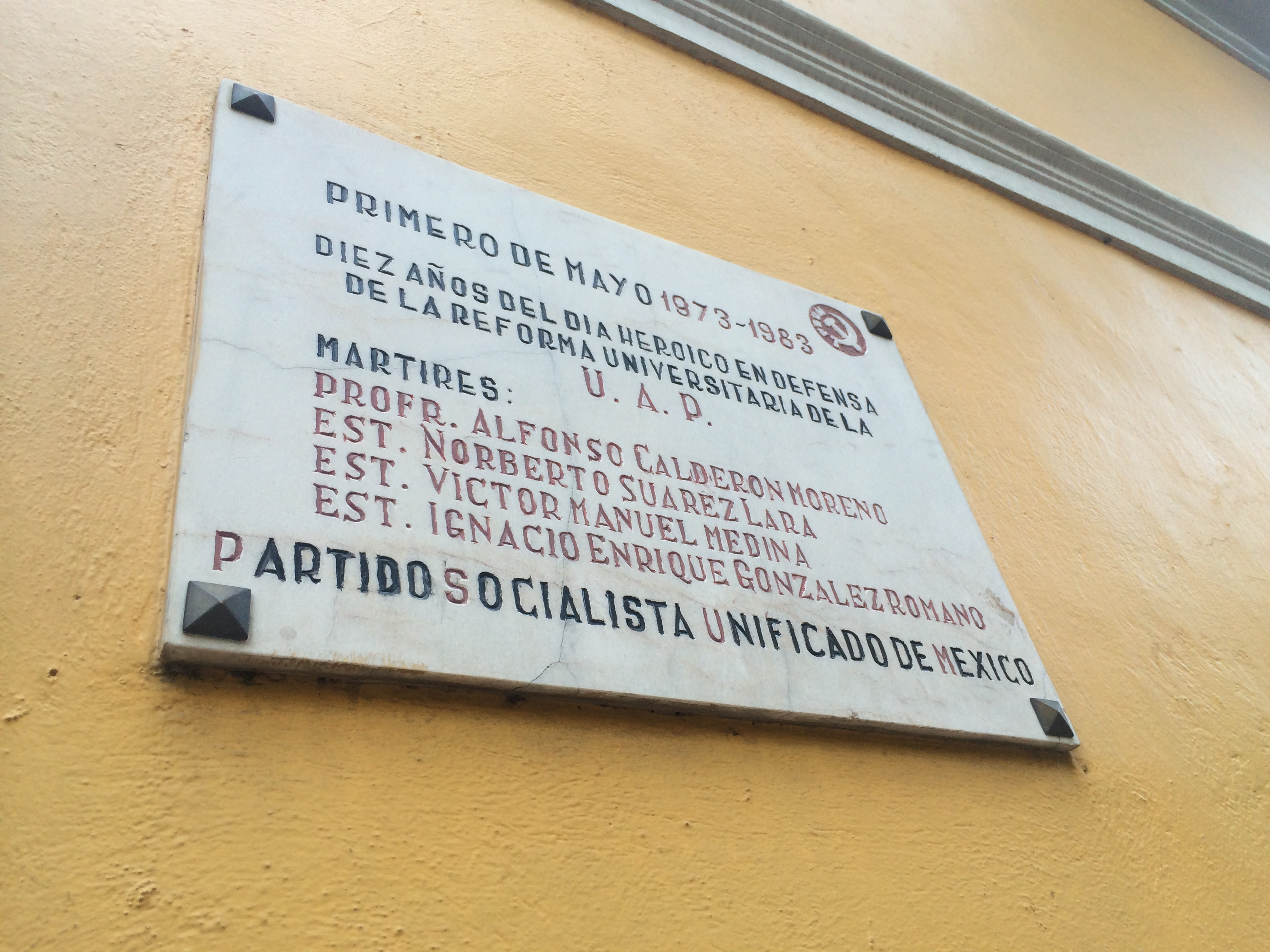
Placa de la protesta de 1971 en el Edificio Carolino de la BUAP.

## Asesinato
De acuerdo con el testimonio de José Montes, un estudiante que participó en las protestas del 1 de mayo de 1973, el ataque ocurrió cuando un grupo de policías antimotines infiltrados comenzó a golpear y detener a estudiantes que repartían volantes durante el desfile oficial del Día del Trabajo, a unas diez cuadras del edificio Carolino.
Al tiempo que esto ocurría, un grupo de policías sin uniforme se postró en las calles y edificios aledaños «con rifles de alto poder con mira telescópica y metralletas», incluyendo el campanario de la Catedral de Puebla, así como en inmuebles cercanos al Carolino.
Otro testimonio, de Miguel Calderón –hermano de Alfonso y sobreviviente del atentado–, señala que los estudiantes fueron dispersados del desfile con gas lacrimógeno, quienes corrieron hacia el Carolina en busca de auxilio. Unos jóvenes decidieron retener a un policía, con miras a canjearlo por los detenidos.

Al conocer la detención de sus compañeros, algunos jóvenes deciden retener a un policía y canjear su liberación por la de los cuatro universitarios aprehendidos en el desfile. De pronto alguien quemó una patrulla de la policía en la 4 Norte y Avenida Maximino Ávila Camacho, esquina del edificio Carolino. Minutos después se escuchan detonaciones que provienen desde lo alto de edificios aledaños a la Universidad. Hay quienes afirman que quien quemó la patrulla fue un provocador para desatar el enfrentamiento. Los francotiradores esperaban una señal.
Miguel Calderón, sobreviviente del ataque del 1 de mayo de 1973.

En otra entrevista, Calderón relata el ataque a los estudiantes:

Pedimos una pipa para apagar la patrulla y cuando la pipa se asomó, vemos que detrás venían agentes judiciales que empezaron a disparar con armas largas y pistolas. Nos reguardamos en la Plaza de la Democracia, la balacera fue ensordecedora, no cesaron los disparos. Por el miedo muchos corrieron hacia el interior del Carolino, pero la mayoría permanecimos en la plaza para evitar que el edificio fuera atacado.
Miguel Calderón, sobreviviente del 1 de mayo de 1973.

Según el testimonio de José Montes, alrededor de las 11 y media del día, los policías dispararon en contra de las personas asistentes, entre ellas, campesinos, obreros, comerciantes ambulantes, entre otros, que habían sido invitados a un festival en el Carolino:

Ya había mucha gente en el edificio Carolino y estaba inquieta. Un coche patrulla se quemaba. Varios compañeros estaban en la esquina cuidando para que no se acercara la policía y agredieran al pueblo. Se estaba repeliendo a pedradas a los granaderos. Desde la esquina vi cuando cayó un obrero de la Volkswagen. El maestro Calderón cayó después, como a las dos horas de haber caído el compañero obrero.
Testimonio de un asistente, recopilado por José Montes (1973).

La muerte de Alfonso Calderón se produjo por un disparo a la yugular mientras ayudaba a las personas a escapar del ataque. El rector de la universidad notificó a Miguel Calderón sobre el fallecimiento de su hermano, quien murió tras ser trasladado al Hospital Universitario.
El 3 de mayo, miles de personas se reunieron en la Plaza de la Democracia, ubicada frente al edificio Carolino, para marchar con los cuatro féretros de los estudiantes asesinados.